# Долматова Людмила Вікторівна
Людмила Вікторівна Долматова (23 січня 1953, село Довговичі, тепер Мстиславського району Могильовської області, Білорусь) — радянська діячка, прядильниця В'яземського льонокомбінату Смоленської області. Член ЦК КПРС у 1990—1991 роках.

## Життєпис
У 1970 році закінчила В'яземське міське професійно-технічне училище № 15 Смоленської області.
З 1970 року — прядильниця В'яземського льонокомбінату Смоленської області.
У 1972 році закінчила В'яземську вечірню середню школу.
Член КПРС з 1978 року.
Подальша доля невідома.